# Бруно Нюйттен
Бруно Нюйттен (фр. Bruno Nuytten; нар. 28 серпня 1945, Мелен, Іль-де-Франс, Франція) — французький кінооператор, режисер та сценарист фламандського походження, тричі лауреат та багаторазовий номінант премії Сезар.

## Біографія
Навчався в Інституті вищих кінематографічних досліджень (IDHEC) у Гіслена Клоке та Рікардо Ароновича. Викладає в Національній кіношколі (La Fémis).
Довгий час був в близьких стосунках з Ізабель Аджані, у 1979 у них народився син Барнабе, тепер він співак і музикант.

## Фільмографія
Оператор
| Рік  | Назва                          | Оригінальна назва                       | Режисер                                                                 |
| ---- | ------------------------------ | --------------------------------------- | ----------------------------------------------------------------------- |
| 1974 | Вальсуючі                      | Les valseuses                           | реж. Бертран Бліє                                                       |
| 1974 | Пісня Індії                    | India Song                              | реж. Маргеріт Дюрас                                                     |
| 1974 | Вбивця-музикант                | L’Assassin musicien                     | Бенуа Жако                                                              |
| 1976 | Бароко                         | Barocco                                 | реж. Андре Тешіне Премія «Сезар» за найкращу операторську роботу        |
| 1976 | Найкращий спосіб маршування    | La Meilleure façon de marcher           | реж. Клод Міллер                                                        |
| 1976 | Туалет був замкнений зсередини | Les vécés étaient fermés de l’interieur | реж. Патріс Леконт                                                      |
| 1976 |                                | Son nom de Venise dans Calcutta désert  | реж. Маргеріт Дюрас                                                     |
| 1977 | Вантажівка                     | Le Camion                               | реж. Маргеріт Дюрас                                                     |
| 1979 | Сестри Бронте                  | Les Soeurs Brontë                       | реж. Андре Тешіне номінація на премію «Сезар»                           |
| 1980 | Брубейкер                      | Brubaker                                | реж. Стюарт Розенберг                                                   |
| 1981 | Готель «Америка»               | Hôtel des Amériques                     | реж. Андре Тешіне                                                       |
| 1981 | Під попереднім слідством       | Garde à vue                             | реж. Клод Міллер номінація на премію «Сезар»                            |
| 1981 | Одержима бісом                 | Possession                              | реж. Анджей Жулавський                                                  |
| 1981 | Вбивця, який проходить         | Un assassin qui passe                   | реж. Мішель В'яне                                                       |
| 1982 | Запрошення до подорожі         | Invitation au voyage                    | реж. Петер Дель Монте Премія Каннського МКФ за найкраще художнє рішення |
| 1983 | Чао, паяц                      | Tchao pantin                            | реж. Клод Беррі Премія «Сезар» за найкращу операторську роботу          |
| 1983 | Піратка                        | La Pirate                               | реж. Жак Дуайон                                                         |
| 1983 | Життя — це роман               | La vie est un roman                     | реж. Ален Рене                                                          |
| 1984 | Форт Саган                     | Fort Saganne                            | реж. Ален Корно номінація на премію «Сезар»                             |
| 1984 | Діти                           | Les Enfants                             | реж. Маргеріт Дюрас                                                     |
| 1985 | Детектив                       | Détective                               | реж. Жан-Люк Годар                                                      |
| 1986 | Жан де Флоретт                 | Jean de Florette                        | реж. Клод Беррі Премія BAFTA за операторську роботу                     |
| 1986 | Манон з джерела                | Manon des sources                       | реж. Клод Беррі                                                         |

Режисер та сценарист
| Рік  | Назва          | Оригінальна назва | Примітки                                                                               |
| ---- | -------------- | ----------------- | -------------------------------------------------------------------------------------- |
| 1988 | Каміла Клодель | Camille Claudel   | Номінація на Золотого ведмедя Берлінського МКФ Премія Сезар за найкращий ігровий фільм |
| 1992 |                | Albert Souffre    |                                                                                        |
| 2000 | Пристрасно     | Passionnément     |                                                                                        |
| 2002 |                | Jim, la nuit      | телевізійний                                                                           |